# Eduard Hiller (Altphilologe)

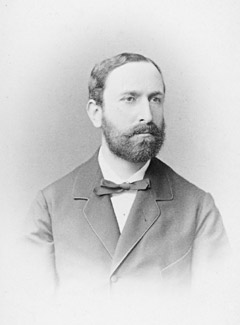
Eduard Hiller

Eduard Hiller (* 14. April 1844 in Frankfurt am Main; † 7. März 1891 in Halle an der Saale) war ein deutscher klassischer Philologe, der als Professor in Greifswald (1874–1876) und Halle (1876–1891) wirkte.

## Leben
Bereits in seiner Kindheit und Jugend war Hiller von der griechischen Antike fasziniert. Darum studierte er nach seiner Reifeprüfung 1862 am Gymnasium Francofurtanum an der Universität Bonn Klassische Philologie, Germanistik, Sanskrit, Geschichte und Archäologie. Zu seinen Kommilitonen zählten Friedrich Nietzsche und Erwin Rohde. Bereits 1866 wurde Hiller aufgrund seiner Dissertation (Quaestiones Herodianeae in der Google-Buchsuche) promoviert und erwarb das Lizenziat für die Fächer Deutsch, Geschichte, Latein und Griechisch. Zwei Jahre arbeitete er als Lehrer an einer Bonner Privatschule, kündigte aber 1868, um eine akademische Laufbahn zu verfolgen. So erreichte er 1869 seine Habilitation. 1874 ergingen gleich zwei Rufe von preußischen Universitäten an ihn, aus Greifswald und Halle. Hiller ging zunächst nach Greifswald, wechselte aber schon 1876 nach einem erneuten Ruf nach dem Tode Gottfried Bernhardys nach Halle. Sein Nachfolger in Greifswald wurde Ulrich von Wilamowitz-Moellendorff.
Hiller blieb bis zu seinem Tod in Halle. Einen Ruf an die Universität Straßburg (1885) lehnte er ab. Nach einer Griechenlandreise im Jahr 1889 wirkte er im akademischen Jahr 1889/90 als Rektor der Universität Halle. Wegen zunehmender gesundheitlicher Probleme ließ Hiller sich 1891 beurlauben, hielt aber noch Privatvorlesungen in seiner Wohnung. Er starb 1891 an Diabetes mellitus.